# La grande prugna
La grande prugna è un film italiano del 1999 diretto da Claudio Malaponti, con un cast corale ricco di personaggi della televisione, tra cui figurano numerosi comici provenienti dallo Zelig di Milano.

## Trama
Un reporter televisivo ferma vari passanti in giro per Milano chiedendo loro: "Se avesse sei colpi in canna, chi ammazzerebbe?"; questo espediente fa da collante a una cinquantina di situazioni comiche riguardanti un nutrito numero di personaggi, da una partita a calcetto scapoli-ammogliati ai delitti di un'anziana serial killer, all'incontro di due vigilantes della metropolitana con un Genio della lampada.